# Polistes stigma
Polistes stigma är en getingart som först beskrevs av Fabricius 1793.  Polistes stigma ingår i släktet pappersgetingar, och familjen getingar.

## Underarter
Arten delas in i följande underarter:
- P. s. bernardi
- P. s. maculipennis
- P. s. dubius
- P. s. galatheae
- P. s. goestai
- P. s. jani
- P. s. madsi
- P. s. manillensis
- P. s. nebulosus
- P. s. novarae
- P. s. papuanus
- P. s. tamula
- P. s. tualensis
- P. s. pouli
- P. s. sauiensis
- P. s. svendi
- P. s. townsvillensis
- P. s. alagari

## Bildgalleri

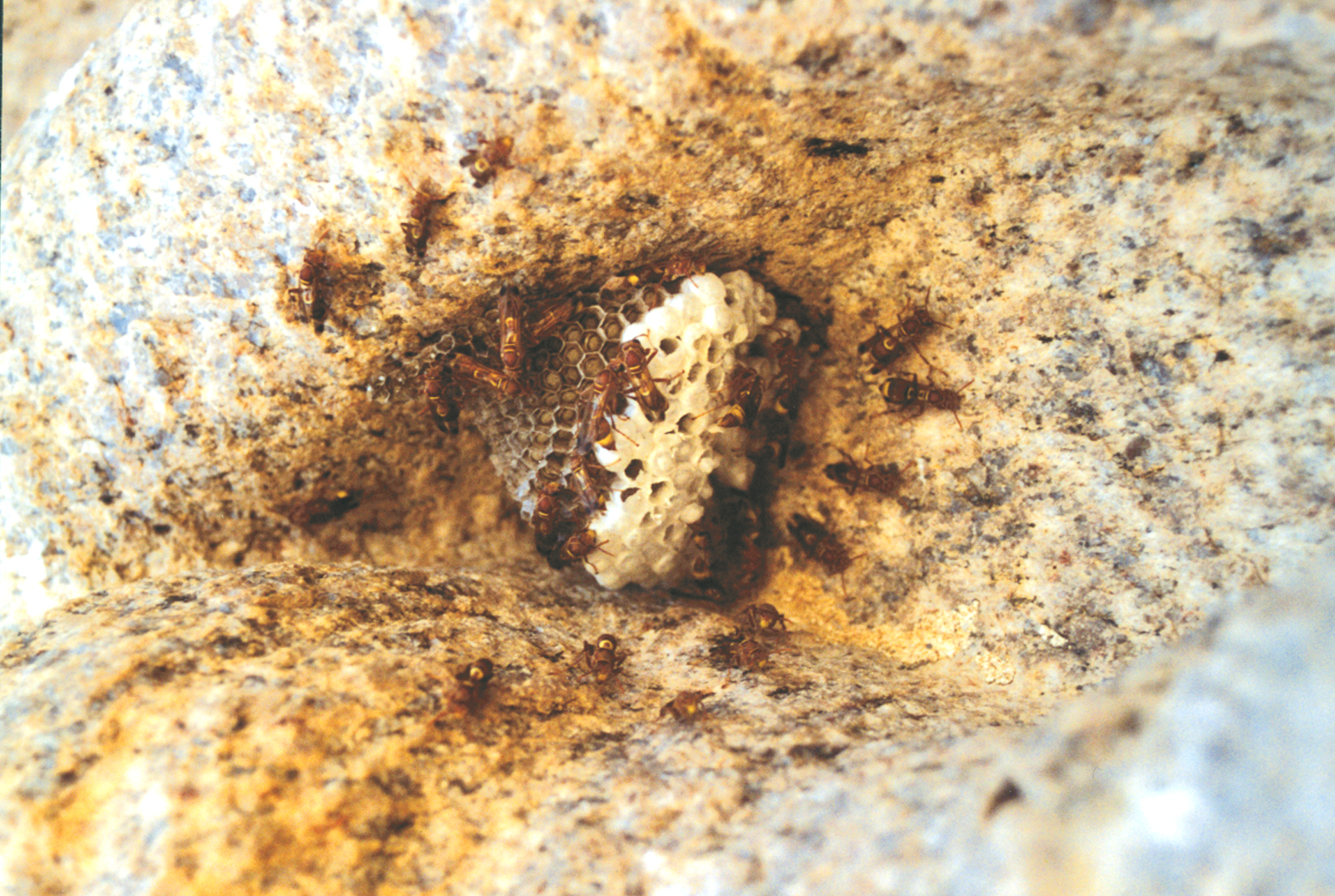
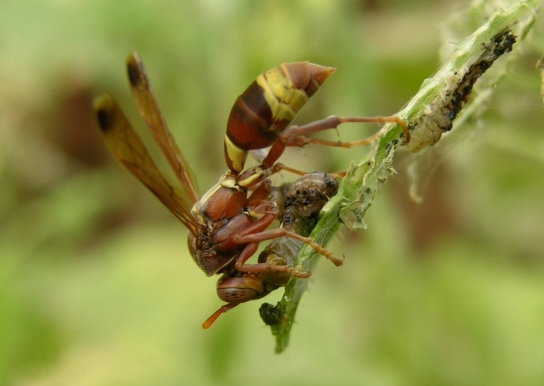
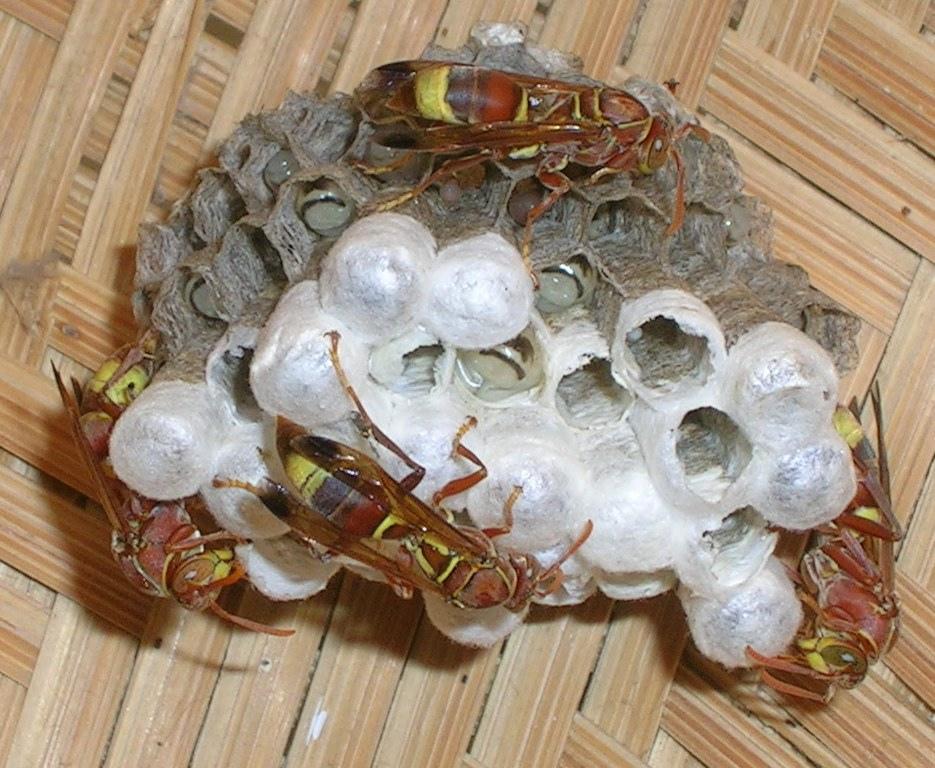